# Kazankatedralen, Sankt Petersburg
För Kazankatedralen i Moskva, se Kazankatedralen, Moskva.
Kazankatedralen är en rysk-ortodox katedral belägen i Sankt Petersburg i Ryssland. Den är en av de största religiösa byggnaderna i staden. 

## Byggnadsverk
Kazankatedralen byggdes 1801 - 1811 efter ritningar av arkitekten Andrej Voronichin på uppdrag av Paul I, och kännetecknas framför allt av en storslagen, 111 meter lång pelargång med 96 kolonner som löper i en halvcirkel runt torget framför kyrkan. Katedralens interiör är rymlig men mörk, med stora ljuskronor och rosa granitkolonner.

## Symbolism
Kazankatedralen uppfattas som ett minnesmärke över det ryska folkets segrar i kriget mot Napoleon I. År 1812 togs fanor från Napoleons besegrade arméer hit, och här begravdes fältmarskalken Michail Kutuzov.

## Samlingsplats
Torget används ofta för politiska möten, och här brukar också stadens tonåringar samlas.

## Bilder

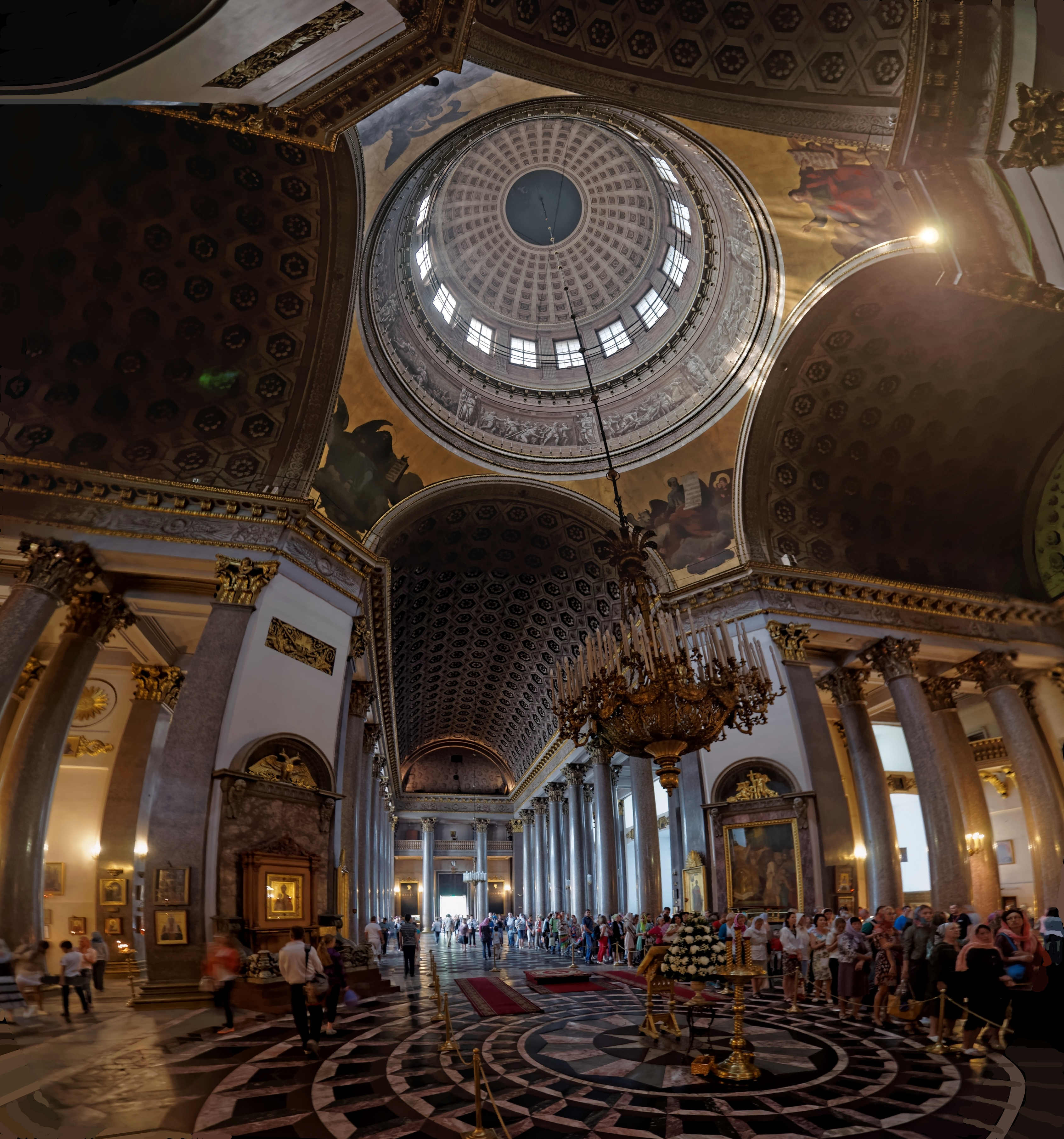
Interiör.
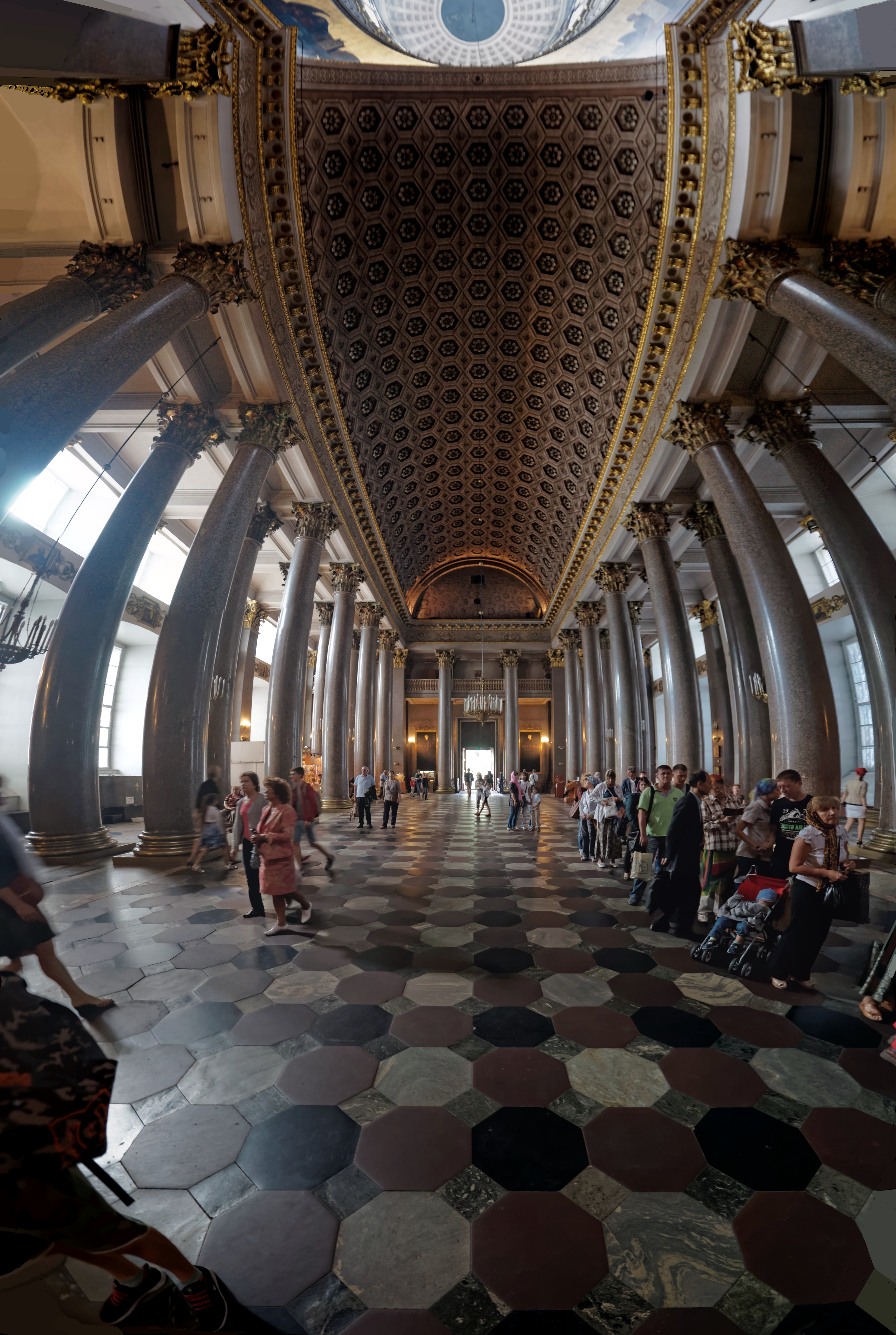
Interiör.
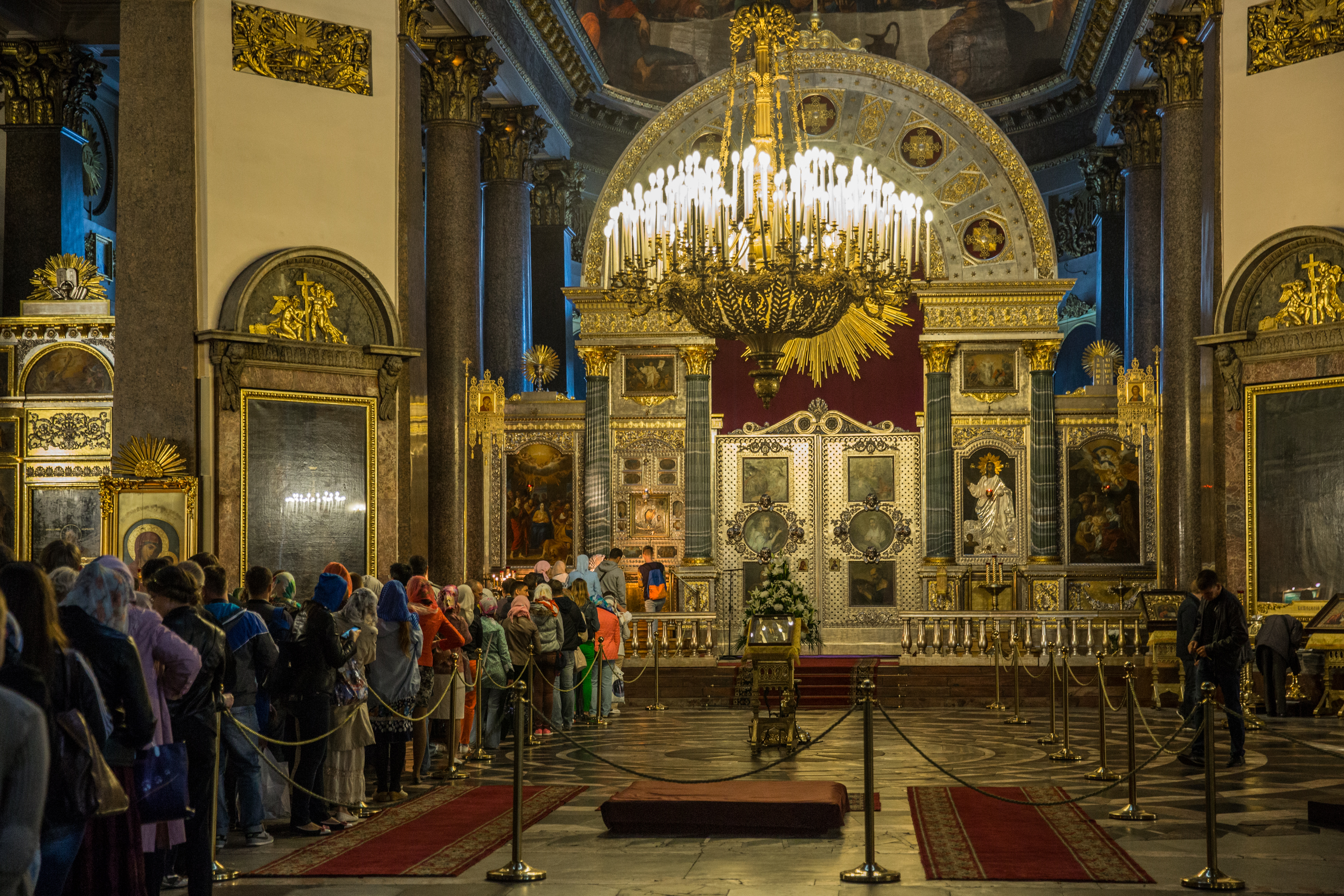
Interiör och ikonostas.
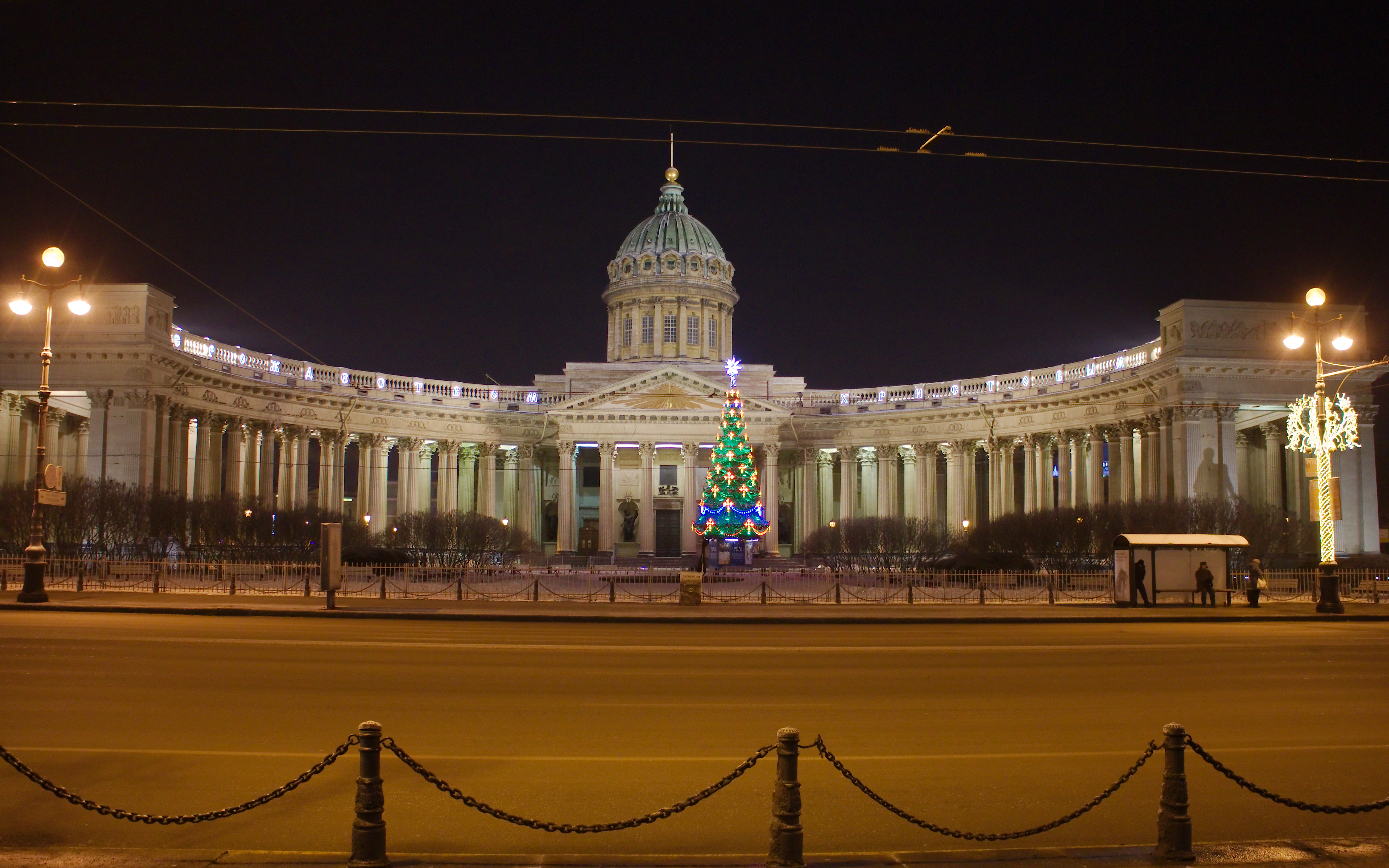
Katedralen under nattetid.